# Військово-медичний університет США
39°00′04″ пн. ш. 77°05′09″ зх. д. / 39.0012° пн. ш. 77.0859° зх. д.
Військово-медичний університет США (англ. Uniformed Services University of the Health Sciences) — медичний університет, який перебуває у віданні вищих федеральних органів державної влади США. Основна мета університету — підготовка фахівців для військово-медичної служби у Сполучених Штатах та за їх межами.
Університет складається зі Школи медицини Едварда Хеберта (F. Edward Hebert School of Medicine), Коледж допоміжних медичних наук (Collge of Allied Health Science), Аспірантура стоматологічного коледжу (Collge of Allied Health Science), Аспирантура стоматологического колледжа, вищої медичної освітньої програми.